# Вольфганг Ганіш
Вольфганг Ганіш  (нім. Wolfgang Hanisch, 6 березня 1951) — німецький легкоатлет, олімпійський медаліст.

## Виступи на Олімпіадах
| Олімпіада   | Дисципліна    | Місце |
| ----------- | ------------- | ----- |
| Москва 1980 | метання списа | 3     |